# Roberto Requeijo
Roberto Vicente Requeijo (3 de agosto de 1920-Buenos Aires, 22 de noviembre de 2002) fue un gobernador de facto de la Provincia de Río Negro que ejerció ese cargo entre el 22 de septiembre de 1969 y el 22 de agosto de 1972. Renunció para realizar la campaña electoral ya que se postuló para ser gobernador electo de la provincia en 1973, cargo que finalmente no obtuvo ya que salió segundo en las urnas.

## Biografía
Se desempeñó como Jefe del Regimiento 3 de Infantería de La Tablada durante el año 1961 en su calidad de Coronel.
En septiembre de 1969, como consecuencia del Cipolletazo, el gobernador de facto Juan A. Figueroa Bunge debió renunciar al cargo de gobernador de facto y Juan Carlos Onganía designó a Requeijo, un general de brigada que pertenecía a la Infantería. Las obras que impulsó en la provincia le valieron para que ganara adhesión en la provincia y le hicieron considerar la posibilidad de candidatearse cuando se llamara a elecciones. Así fue que en 1972 participó de la fundación del Partido Provincial Rionegrino con el que se postuló para las elecciones que tuvieron lugar el 11 de marzo de 1973.
Sin embargo, en su paso por la provincia también cosechó opositores, fundamentalmente en la ciudad de General Roca. Allí sus decisiones eran vistas como un ataque a la ciudad, ya que se pensaba que para que pudiera concretar su aspiración a gobernador buscaba neutralizar el poder que allí existía, con medidas como la de descentralizar la circunscripción judicial creando otro juzgado en la vecina ciudad de Cipolletti. Por este motivo tuvo lugar el Rocazo entre julio de 1972 y marzo de 1973. Este no fue el primer levantamiento popular que tuvo durante su gestión, ya en 1970 el pueblo de Bariloche se había levantado en lo que luego se llamó el Barilochazo. En aquella oportunidad los ciudadanos se manifestaron en contra de la designación de Robespierre Panebianco como intendente de la ciudad. En 1973  por la noche en un acto en la ciudad. Ruequeijo llegó a Roca acompañado por colectivos con militantes que se enfrentaron con los roquenses en el centro de la ciudad. Producto de los enfrentamientos y la represión policial Agustín Fernández Criado, de 22 años, fue herido de muerte con una bala 9 milímetros que le cortó la yugular, lo que desencadenó protestas masivas con la presencia de los ciudadanos en las calles. Los incidentes se prolongaron hasta el jueves 8 e implicaron negocios cerrados y gente en la calle.
En la década siguiente Requeijo fue Diputado Nacional por Río Negro en el período 1987-1991, y posteriormente fue enviado como Embajador al Reino de Noruega.